# Maurice Taieb
Maurice Taieb (Tunísia, 22 de julho de 1935 — Marselha, França, 23 de julho de 2021) foi um geólogo e paleoantropólogo francês de origem tunisiana. Em 1974, juntamente com Donald Johanson e Yves Coppens, descobriu o fóssil de 3,2 milhões de ano uma fêmea de hominídeo Australopithecus conhecida como "Lucy" na região do Triângulo de Afar, na Etiópia. Lucy é considerado o mais famoso fóssil de um ancestral humano.